# Forza armata irregolare

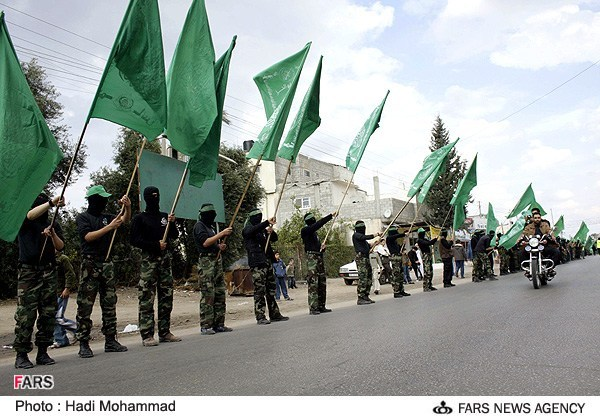
Combattenti di Hamas in sfilata nel 2020

Una forza armata irregolare è una forza militare distinta dalle forze armate nazionali di uno Stato.
Essendo non definita, c'è molta incertezza sul contenuto della sua definizione; può ad esempio riferirsi ad un corpo militare generico, al tipo di organizzazione militare, o al tipo di tattica impiegata.

## Storia

### Età antica

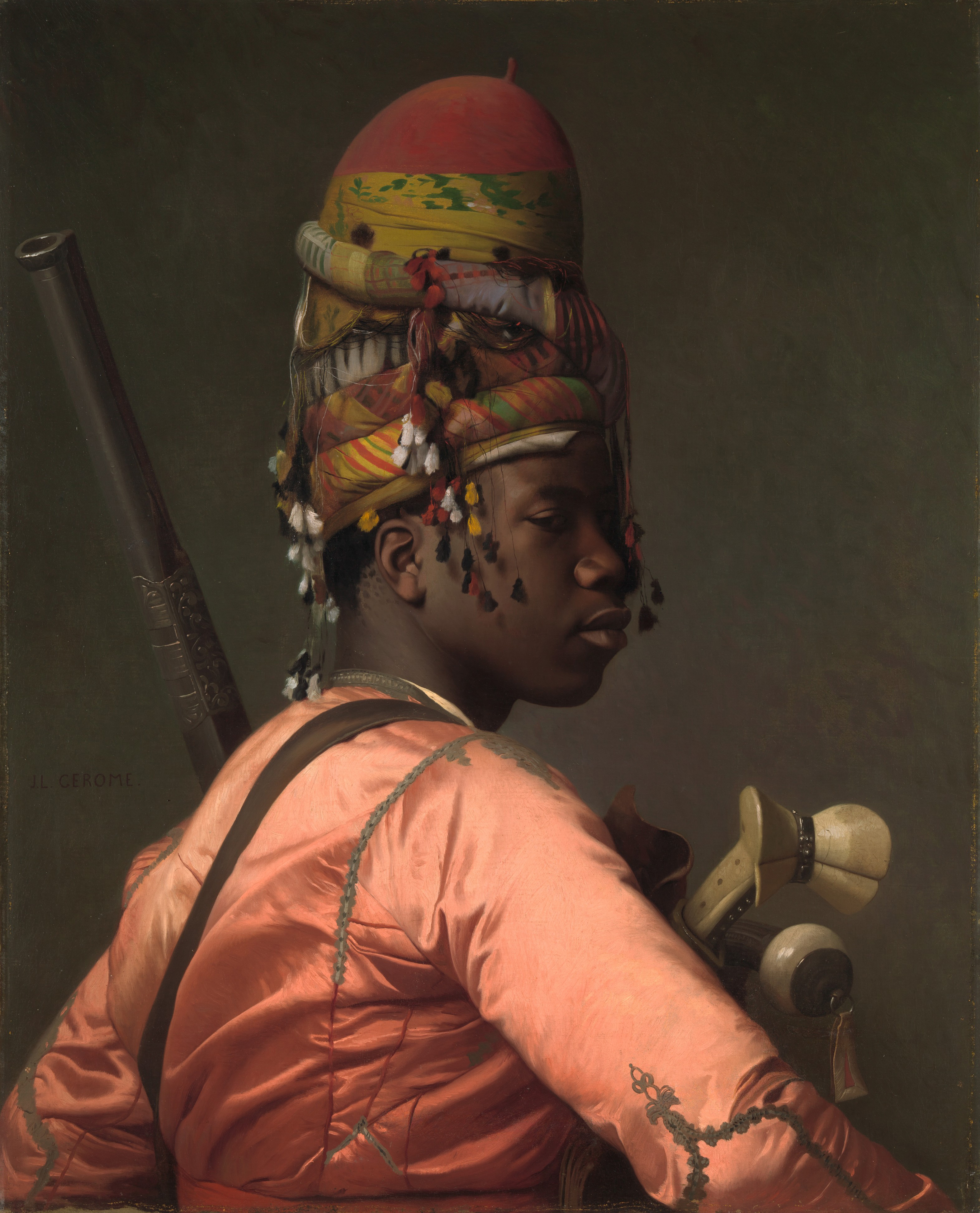
Basci-buzuk dell'Impero ottomano dipinto dal francese Jean-Léon Gérôme, 1869

Nell'era della guerra antica, molte civiltà facevano ampio affidamento sugli irregolari per aumentare il loro piccolo esercito regolare. Perfino nelle civiltà avanzate, non c'era nulla di strano se gli irregolari erano più numerosi dell'esercito regolare.
A volte interi eserciti tribali di irregolari venivano incorporati traendoli dei nativi di zone interne o da culture confinanti, specie quando erano forze con una tradizione attiva di caccia a costituire l'addestramento elementare degli irregolari. I regolari in questo caso avrebbero garantito solo il nerbo portante delle forze armate nelle battaglie più impegnative; gli irregolari avrebbero sopperito a tutte le altre esigenze di combattimento.
Tra i primi esempi significativi di regolari che si appoggiano ad irregolari troviamo le unità basci-buzuk dell'Impero ottomano, le coorti ausiliarie di popolazioni germaniche nell'Impero romano, i cosacchi nell'Impero russo.
La sconfitta patita dai romani alla battaglia di Teutoburgo potrebbe essere attribuita alla scarsità delle forze irregolari di supporto; solo pochi squadroni di cavalleria leggera irregolare accompagnò l'invasione della Germania quando di solito il numero dei foederati ed ausiliari eguagliava le legioni regolari. Durante questa campagna la maggioranza degli irregolari reclutati sul posto disertò unendosi ai guerrieri tribali capitanati da Arminio, a sua volta un ex ufficiale degli ausiliari.

### Medioevo ed età moderna
Durante il declino dell'Impero Romano gli irregolari costituivano una quota in continuo aumento delle forze armate romane. Alla fine, c'era poca differenza tra le forze armate romane e i barbari oltre le frontiere. Nello svolgersi della Storia, molte civiltà finirono per soccombere ai "barbari", ossia alle forze armate irregolari, con minime precisazioni storiche.
Dopo la modernizzazione della guerra apportata da Napoleone, e la relativa introduzione della coscrizione, la Guerra Peninsulare scatenata dagli spagnoli contro gli invasori francesi del 1808 diede il primo esempio moderno di guerriglia. Lo stesso nome prescelto per designare quel tipo di conflitto (guerrilla) potrebbe peraltro essere stato coniato proprio in quell'occasione.
Quando la rivoluzione industriale prosciugò la fonte tradizionale degli irregolari, le nazioni furono costrette ad affrontare i compiti che prima si delegavano agli irregolari mediante delle unità regolari formate con uno specifico addestramento. Ne è esempio la fanteria leggera del British Army.
Si verificò un largo impiego di forze irregolari in conflitti come la Rivoluzione americana (ad esempio le forze di nativi americani nella frontiera americana degli Stati Confederati), la Guerra d'indipendenza irlandese e la Guerra civile irlandese, la Guerra franco-prussiana, la Guerra civile russa, la Seconda guerra anglo-boera, la Guerra di liberazione del Bangladesh, la Guerra del Vietnam, e specialmente il Fronte orientale della seconda guerra mondiale in cui centinaia di migliaia di partigiani combatterono da ambedue le parti.
L'Esercito Popolare di Liberazione cinese si evolse da una forza guerrigliera contadina che nel tempo si trasformò in una grande forza regolare. Questa trasformazione era stata preconizzata nella dottrina della "guerra popolare", in cui le forze irregolari erano considerate in grado di impegnare il nemico e vincere con l'appoggio della popolazione, ma incapaci di affrontare, tenendo il campo, forze militari regolari.

### XXI secolo
I perduranti conflitti nell'Iraq dopo l'invasione americana del 2003, la rinnovata insorgenza talebana nella guerra afgana dal 2001, il Conflitto del Darfur, la ribellione nel nord Uganda sostenuta dall'Esercito di resistenza del Signore e la Seconda guerra cecena sono combattuti quasi esclusivamente da forze irregolari da un lato o da entrambi.
La Special Activities Division (SAD) della CIA è la principale unità USA per creare o contrastare forze armate irregolari. Ufficiali paramilitari della SAD crearono e guidarono efficaci unità di estrazione tribale hmong durante la Guerra civile laotiana negli anni 1960 e 1970. Sempre loro organizzarono e diressero i mujaheddin come forza irregolare contro l'Unione Sovietica in Afghanistan negli anni 1980, e (con l'appoggio delle US Army Special Forces) pure l'Alleanza del Nord come forza insorgente irregolare contro i talebani durante la guerra in Afghanistan del 2001 e organizzarono e guidarono i peshmerga curdi (in collaborazione con le US Army Special Forces) come forza irregolare di contrasto all'insorgenza opposta al gruppo curdo sunnita Ansar al-Islam presso il confine Iraq-Iran e come una forza irregolare contro Saddam Hussein nella guerra in Iraq del 2003.

## Caratteristiche

### Descrizione
Un'organizzazione militare irregolare è quella che non appartiene all'organizzazione dell'esercito regolare. Senza l'organizzazione di un esercito normale, sono spesso usati vari nomi più generali; tali organizzazioni possono essere chiamate "truppa", "gruppo", "unità", "colonna", "banda", o "forza".
Gli irregolari sono soldati o guerrieri che appartengono a dette organizzazioni, o sono membri di unità militari speciali che impiegano tattiche militari irregolari. Questo vale anche per truppe irregolari, fanteria irregolare e cavalleria irregolare.
Le parole "regolare" e "irregolare" sono usate da secoli per descrivere forze combattenti, spesso con una qualche ambiguità. In considerazione delle esigenze di gerarchia di comando, l'esercito regolare è definito assai bene, e chiunque combatta al di fuori di tali limiti (ad eccezione delle forze paramilitari ufficiali) è irregolare. Sono state create delle definizioni giuridiche per le situazioni in cui la legittimità dell'esercito o dei suoi avversari sia controversa.

### Terminologia
L'espressione "forza armata irregolare" descrive il "come" ed il "cosa", ma è più diffusa l'attenzione sul "perché", siccome la stragrande maggioranza delle unità irregolari furono create per dare un vantaggio tattico di una forza militare esistente, sia che si tratti di forze corsare che insidiano le rotte nautiche mercantili in danno delle colonie del Nuovo Mondo per conto dei loro mandanti europei, o di ausiliari, coscritti, civili ed altre truppe irregolari permanenti usati come rinforzi più sacrificabili per appoggiare soldati dal costoso addestramento.
 Scavalcare le forze armate legittime ed imbracciare le armi è una misura estrema. La motivazione di tale atto è spesso usata come base dell'etichetta principale di ogni forza armata irregolare.
Termini differenti diventano o passano di moda, in base alle associazioni politiche ed emozionali che si sviluppano. Di seguito una lista di tali termini, organizzati indicativamente dal più antico al più recente.
- Ausiliari — truppe straniere o alleate che integrano l'esercito regolare, organizzate da zone provinciali o tribali. Nell'esercito romano imperiale divenne comune mantenere un numero di ausiliari pressoché uguale a quello dei legionari.
- Coscritti medievali — contadini e uomini liberi feudali soggetti a chiamata alle armi per un breve servizio.[11]
- Corsari — persone o navi "rapaci" autorizzate e incoraggiate da un governo mediante lettere di corsa sia ad attaccare i vascelli stranieri in tempo di guerra sia a distruggere o disturbare la logistica del nemico in "tempo di pace", spesso in mare aperto attaccando navi mercantili, piuttosto che impegnarsi contro unità da combattimento o imporre un blocco navale.[12]
- Rivoluzionari — soggetti che partecipano ad una rivoluzione, militari o no.[13]
- Guerriglieri — soggetti che usano tattiche militari non convenzionali; di solito sono chiamati così i gruppi impegnati in aperto conflitto, piuttosto che nella resistenza sotterranea. Termine coniato durante la Guerra Peninsulare in Spagna contro la Francia.[14]
- Franchi tiratori — forze irregolari francesi durante la Guerra franco-prussiana. Ma è usato anche nei processi internazionali come sinonimo di combattente illegittimo[15] (per esempio nel Processo degli ostaggi[16] [1947—1948]).
- Milizia — forza militare composta di cittadini ordinari.
- Ordenanças — sistema di milizia territoriale portoghese, esistito tra il XVI ed il XIX secolo. Fungeva anche da forza di difesa locale e da sistema di mobilitazione che procurava i coscritti per le prime e seconde linee dell'esercito.
- Partigiani — nel XX secolo, soggetti che partecipavano ad un movimento di resistenza. Nel XVIII e XIX secolo, una forza militare convenzionale locale che usava tattiche non convenzionali. Termine usato spesso per riferirsi in particolare ai movimenti di resistenza contro le Potenze dell'Asse durante la seconda guerra mondiale.
- Combattenti per la libertà — tipo di forza armata irregolare la cui principale causa, nella loro concezione o in quella dei rispettivi sostenitori, è la libertà per loro stessi o per altri.
- Paramilitari — forza armata non regolare con la pretesa di uno status ufficiale.
- Terroristi — forza militare irregolare che prende di mira civili ed altri non combattenti per ottenere rilievo politico; questo termine è quasi sempre usato spregiativamente, ed è, come quello "combattenti per la libertà", molto soggettivo.
- False flag o pseudo-operazioni in cui truppe di una parte si vestono come qualcun altro per eliminarlo o per discreditarlo assieme a chi lo sostiene, come fecero i membri della 150. Panzerbrigade comandata da Otto Skorzeny dei commando Waffen-SS nella Operazione Greif durante la Offensiva delle Ardenne (Seconda guerra mondiale); i Selous Scout della Guerra civile in Rhodesia.
- Insorgenti — un termine alternativo per designare membri di forza armata irregolare. Prevalentemente si riferisce a membri di gruppi sotterranei come la guerriglia irachena piuttosto che a grandi organizzazioni ribelli come le FARC colombiane.
- Mercenari o "soldati di fortuna" — soggetti che generalmente non hanno la cittadinanza dell'esercito permanente o non sono intrinsecamente parte interessata in un conflitto armato, in cui sono coinvolti per motivi pecuniari o per guadagno privato, spesso esplicitamente ingaggiati per fornire "manodopera" o capacità particolari in cambio di denaro o, meno comunemente, potere politico. I mercenari sono spesso combattenti esperti o ex soldati regolari che hanno deciso di vendere la loro esperienza di combattimento, abilità o forza fisica alle parti interessate o al miglior offerente in un conflitto armato. Tra gli esempi storici di mercenari "professionali" o organizzati (spesso "di carriera") ricordiamo i condottieri italiani, capi di eserciti mercenari di "uomini liberi" che mettevano a disposizione le loro schiere a varie città-stato italiane e allo Stato pontificio nell'Italia del Tardo medioevo e del Rinascimento in cambio di profitto, terre o potere. In realtà, non tutti i soldati considerati "mercenari" sono davvero guerrieri "professionali" o "di carriera"; molti di loro possono essere semplicemente opportunisti o persone inesperte di combattimento. Dire se un combattente sia davvero un "mercenario" può essere controverso o essere questione di misura, dato che spesso interessi finanziari e nazionali si sovrappongono, ed anche la maggior parte degli eserciti regolari permanenti corrisponde ai propri militi qualche forma di pagamento. Inoltre, come si deduce dalla Convenzione di Ginevra, i mercenari godono generalmente di una protezione inferiore nel diritto bellico rispetto ai non-mercenari, e in molti Paesi l'"attività mercenaria" è un crimine.

Si può discutere a lungo sull'applicazione di ciascuno di questi termini in riferimento ad uno specifico gruppo. La scelta di un'etichetta in luogo di un'altra (ad esempio, "combattenti per la libertà" o "terroristi") può ovviamente implicare sostegno o esecrazione verso la causa per cui si combatte.
L'immaginaria linea di confine tra regolare ed irregolare può talvolta essere varcata da una forza militare. Unità di forze regolari che siano costrette ad operare per molto tempo senza un costante supporto logistico possono decadere al rango di forze irregolari. Per converso, a mano a mano che una forza militare irregolare ottiene successi sempre maggiori, può gradualmente affrancarsi dallo statuto di irregolarità, perfino assurgendo al ruolo di nuovo esercito regolare, in caso di piena vittoria.

### Utilizzo ed efficacia
Benché il morale, l'addestramento ed equipaggiamento del singolo soldato irregolare possano variare da scadente ad eccellente, gli irregolari di solito difettano dell'addestramento organizzativo di più alto livello e dell'equipaggiamento caratteristici dell'esercito regolare. Ciò rende generalmente inefficaci gli irregolari nel combattimento diretto, campale, tipica vocazione delle forze armate più normali. A parità di altre condizioni, le battaglie in campo aperto tra regolari ed irregolari favoriscono largamente i primi.
Però gli irregolari possono eccellere in molti altri tipi di combattimento diversi dallo scontro campale, come nella ricognizione, nelle scaramucce, nella tattica colpisci e scappa, inseguimento, azioni di retroguardia, interruzione della logistica, sabotaggio, raid, imboscata, e resistenza sotterranea. Gli irregolari esperti spesso superano l'esercito regolare in tali funzioni. Evitando le battaglie formali, gli irregolari hanno talvolta perseguitato eserciti di gran valore fino all'orlo della distruzione.
L'effetto totale degli irregolari sono spesso sottostimati. Dato che le azioni militari degli irregolari sono spesso minute ed ufficiose, non vengono riferite o addirittura nemmeno notate. Anche quando le forze irregolari sono affiancate agli eserciti regolari, alcune storie militari escludono tutti gli irregolari quando contano le truppe amiche, ma inseriscono nel conto gli irregolari quando contano le truppe nemiche, facendo sì che il bilancio delle forze sembri più sfavorevole del reale. Potrebbe non essere un'astuzia oleografica; i conteggi delle truppe amiche si fanno sovente dagli elenchi ufficiali dell'esercito regolare che escludono le forze irregolari, invece la forza nemica è stimata a vista, un sistema in cui è impossibile discernere chi è regolare da chi non lo è. Se le forze irregolari prevalgono su quelle regolari, i resoconti della sconfitta spesso vanno perduti nella confusione che si determina.

## Nel diritto internazionale
Nel diritto internazionale umanitario, "forze irregolari" si riferisce a una categoria di combattenti consistente di individui che fanno parte di forze armate di una parte in un conflitto armato, internazionale o non-internazionale, ma non appartenenti alle forze regolari di quella parte e operanti dentro o fuori del proprio territorio, anche se esso sia occupato.
La Terza Convenzione di Ginevra (1949) usa "forze armate regolari" come distinzione fondamentale. Il Comitato internazionale della Croce Rossa (ICRC) è un'organizzazione non governativa interessata principalmente (e strettamente connessa) alla delineazione e all'efficace attuazione della Terza Convenzione di Ginevra relativa al trattamento dei prigionieri di guerra ("GPW"). Lo ICRC osservò che le "forze armate regolari" devono soddisfare quattro condizioni delle Convenzioni dell'Aia del 1899 e del 1907 (Aja IV). In altre parole, le "forze regolari" devono soddisfare questi criteri:
- essere comandate da una persona che risponde dei suoi subordinati ad una parte del conflitto
- avere un emblema distintivo fisso riconoscibile a distanza
- portare le armi apertamente
- svolgere operazioni in conformità alle leggi e consuetudini di guerra.

Per estensione, le forze combattenti che non soddisfano questi criteri sono definite "forze irregolari".

## Esempi storici

### Reggimenti irregolari nell'India Britannica
Fino al 1857 la Compagnia britannica delle Indie orientali mantenne numerosi reggimenti di cavalleria e fanteria ufficialmente chiamati "irregolari", sebbene fossero unità create in via permanente. Avevano un minor addestramento formale e meno ufficiali britannici (talvolta solo tre o quattro per reggimento) rispetto ai sepoy "regolari" arruolati con i britannici. Il sistema permetteva agli ufficiali indiani di raggiungere posizioni di maggior responsabilità al confronto dei loro colleghi indigeni inquadrati nei reggimenti regolari. Le promozioni agli ufficiali britannici e indiani venivano per efficienza ed energia, piuttosto che per anzianità come in tutti gli altri reparti della Compagnia delle Indie. Nella cavalleria irregolare i soldati indiani fornivano i cavalli con il sistema silladar. Il risultato era un'eterogenea raccolta di reggimenti che, seppur non tanto brillanti nelle parate, in generale erano più efficaci sul campo, rispetto agli equivalenti regolari. Queste unità irregolari erano anche più economiche da mantenere, e di conseguenza molte di esse sopravvissero nel nuovo esercito indiano riorganizzato dopo la grande Rivolta indiana del 1857.

### Irregolari in Canada prima del 1867
Fino al 1867 le unità militari in Canada consistevano di unità britanniche, ma di volontari.
Durante la dominazione francese si usavano per esigenze difensive piccole unità di milizia volontaria locale o milizie coloniali.

Durante la dominazione britannica furono usate varie milizie locali e la Provincial Marine in appoggio alle forze regolari britanniche in Canada.

## Corpi irregolari famosi
- Aiduchi — banditi ed irregolari dentro (e contro) l'Impero ottomano,  ma ritrovati nei ranghi militari in Ungheria e della Confederazione polacco-lituana
- Ausiliari
- Bande di irregolari in appoggio all'esercito italiano
- Basci-buzuk — mercenari irregolari a cavallo dell'Impero ottomano
- Berserkr
- Black Liberation Army
- Bushwhackers — partigiani irregolari che combatterono per i sudisti durante la Guerra di secessione americana.
- Camisardi — insorgenza ugonotta all'inizio del XVII secolo nelle Cevenne
- Clefti — guerriglieri greci nell'Impero ottomano
- Commando
- Croati (unità militare)
- Filibustieri (forza armata)
- Goumier — originariamente alleati tribali che sostenevano la Francia in Algeria durante il XIX secolo. Dal 1912 al 1956 ausiliari marocchini incorporati nell'esercito francese.
- Harki — irregolari musulmani algerini al servizio dell'esercito francese durante la Guerra d'Algeria del 1954-1962.
- Landsturm — creato dall'editto 21 aprile 1813 di Federico Guglielmo III di Prussia
- Legion of Frontiersmen — un'organizzazione irregolare quasi-militare che proliferò nell'Impero britannico anteriormente alla prima guerra mondiale.
- Machnovščina — esercito anarchico ucraino che combatté sia le armate bianche sia i bolscevichi durante la Guerra civile russa.
- Mercenari
- Milizia armena — unità irregolari armene tra gli anni 1880 e i 1920
- Partigiani
- Pindari — cavalieri irregolari del XVIII secolo in India
- Righteous army — nella storia coreana
- Rough Riders — nella Guerra ispano-americana
- Viet Cong
- Zapatisti